# Az Amerikai Virgin-szigetek a 2008. évi nyári olimpiai játékokon
Az Amerikai Virgin-szigetek a kínai Pekingben megrendezett 2008. évi nyári olimpiai játékok egyik részt vevő nemzete volt. Az országot az olimpián 5 sportágban 7 sportoló képviselte, akik érmet nem szereztek.

## Atlétika
Férfi

| Versenyző     | Versenyszám | Előfutam | Előfutam | Előfutam | Elődöntő | Elődöntő | Elődöntő | Döntő   | Döntő    |
| Versenyző     | Versenyszám | Idő      | Hely.    | Össz.    | Idő      | Hely.    | Össz.    | Idő     | Helyezés |
| ------------- | ----------- | -------- | -------- | -------- | -------- | -------- | -------- | ------- | -------- |
| Tabarie Henry | 400 m       | 45,36    | 2.       | 18.*     | 45,19    | 7.       | 17.      | kiesett | kiesett  |

Női

| Versenyző     | Versenyszám | Előfutam | Előfutam | Előfutam | Negyeddöntő | Negyeddöntő | Negyeddöntő | Elődöntő | Elődöntő | Elődöntő | Döntő   | Döntő    |
| Versenyző     | Versenyszám | Idő      | Hely.    | Össz.    | Idő         | Hely.       | Össz.       | Idő      | Hely.    | Össz.    | Idő     | Helyezés |
| ------------- | ----------- | -------- | -------- | -------- | ----------- | ----------- | ----------- | -------- | -------- | -------- | ------- | -------- |
| LaVerne Jones | 100 m       | 11,41    | 3.       | 20.      | 11,55       | 5.          | 29.*        | kiesett  | kiesett  | kiesett  | kiesett | kiesett  |
| LaVerne Jones | 200 m       | 23,12    | 4.       | 16.      | 23,37       | 7.          | 24.         | kiesett  | kiesett  | kiesett  | kiesett | kiesett  |

* - egy másik versenyzővel azonos időt ért el

## Ökölvívás
| Versenyző      | Versenyszám  | Selejtező                      | Nyolcaddöntő                | Negyeddöntő       | Elődöntő          | Döntő             | Helyezés |
| Versenyző      | Versenyszám  | Ellenfél Eredmény              | Ellenfél Eredmény           | Ellenfél Eredmény | Ellenfél Eredmény | Ellenfél Eredmény | Helyezés |
| -------------- | ------------ | ------------------------------ | --------------------------- | ----------------- | ----------------- | ----------------- | -------- |
| John Jackson   | Váltósúly    | Mahamed Nurudzinav (BLR) · 4-2 | Kim Dzsongdzsu (KOR) · 0-10 | kiesett           | kiesett           | kiesett           | 9.       |
| Julius Jackson | Félnehézsúly | Kenneth Egan (IRL) · 2-22      | kiesett                     | kiesett           | kiesett           | kiesett           | 17.      |

## Sportlövészet
Férfi

| Versenyző  | Versenyszám       | Selejtező | Selejtező | Döntő   | Döntő    |
| Versenyző  | Versenyszám       | Pont      | Helyezés  | Pont    | Helyezés |
| ---------- | ----------------- | --------- | --------- | ------- | -------- |
| Ned Gerard | Sportpuska, fekvő | 580       | 53.       | kiesett | kiesett  |

## Úszás
Férfi

| Versenyző  | Versenyszám | Előfutam | Előfutam | Előfutam | Elődöntő | Elődöntő | Elődöntő | Döntő   | Döntő    |
| Versenyző  | Versenyszám | Idő      | Hely.    | Össz.    | Idő      | Hely.    | Össz.    | Idő     | Helyezés |
| ---------- | ----------- | -------- | -------- | -------- | -------- | -------- | -------- | ------- | -------- |
| Josh Laban | 50 m gyors  | 23,28    | 7.       | 53.      | kiesett  | kiesett  | kiesett  | kiesett | kiesett  |

## Vitorlázás
Férfi

| Versenyző      | Versenyszám | Futam | Futam | Futam | Futam | Futam | Futam | Futam | Futam | Futam | Futam | Pontszám | Helyezés |
| Versenyző      | Versenyszám | 1     | 2     | 3     | 4     | 5     | 6     | 7     | 8     | 9     | É     | Pontszám | Helyezés |
| -------------- | ----------- | ----- | ----- | ----- | ----- | ----- | ----- | ----- | ----- | ----- | ----- | -------- | -------- |
| Thomas Barrows | Laser       | 20    | 28    | 20    | 24    | 26    | 31    | 15    | 10    | 21    | -     | 164      | 21.      |

É - éremfutam